# Picconia (plant)
Picconia is een geslacht van twee soorten struiken of kleine bomen uit de olijffamilie (Oleaceae).
Het geslacht is endemisch in Macaronesië (Canarische Eilanden, Madeira en Azoren).

## Naamgeving en etymologie
- Synoniemen: Notonia DC., Notoniopsis B.Nord.

De geslachtsnaam Picconia is een eerbetoon aan de 19e-eeuwse Italiaanse abt en tuinbouwer Giammaria Picconi.

## Kenmerken
Picconia'-soorten zijn overblijvende struiken of kleine bomen, met tegenoverstaande, enkelvoudige, gaafrandige, glanzend groene bladeren en talrijke witte bloemen.
De bloemen zijn viertallig, met een witte kroon, en staan in korte trossen in de bladoksels aan het einde van de takken. Ze zijn geurig.
De vrucht is een olijfachtige bes.

## Taxonomie
Het geslacht telt twee soorten:
- Picconia azorica (Tutin) Knobl. (Azoren)
- Picconia excelsa (Aiton) DC. (Canarische Eilanden, Madeira)

## Verspreiding en habitat
Picconia is endemisch in Macaronesië (Canarische Eilanden, Madeira en Azoren).
Ze zijn te vinden op open plaatsen in het inheemse Canarische en Maderese laurierbos of laurisilva (P. excelsa) of in xerofiele struwelen in de kustgebieden van de eilanden van de centrale en oostelijke eilanden van de Azoren (P. azorica).
P. azorica · 
P. excelsa
... · 
Forsythia · 
Fraxinus (Es) · 
Jasminum (Jasmijn) · 
Ligustrum (Liguster) · 
Nyctanthes · 
Olea · 
Osmanthus · 
Picconia · 
Syringa · 
...